# Jean Bassett Johnston
Jean Bassett Johnson (7 septembre 1915 - 4 avril 1944) est un anthropologue et linguiste américain. Doctorant à l’Université de Californie à Berkeley, il a été l'élève de Alfred Kroeber et Robert Lowie. 
Johnson a effectué des recherches auprès des Chinantec et des Mazatèques à Oaxaca, des Nahuatl à Jalisco et à Colima, ainsi que des Yaqui, Varohio , Pima et Opata à Sonora.   
En juillet 1938, à Huautla de Jimenez, lui et son épouse, l'anthropologue Irmgard Weitlaner-Johnson, ainsi que Bernard Bevan et Louise Lacaud participe à une cérémonie de guérison mazatèque au cours de laquelle il décrit l'utilisation des champignons hallucinogènes (psilocybine) qui y sont consommés. Au cours de ses recherches sur les pratiques de guérison mazatèques, Johnson a également noté l'utilisation d'un autre hallucinogène, "hierba Maria", désormais connu sous le nom de Salvia divinorum.   
En 1939-1940, sous la direction de Morris Swadesh, Johnson a mené une étude de la langue Yaqui, publiée à titre posthume. 
Les études de Johnson ont été interrompues par la Seconde Guerre mondiale. Il rejoint la réserve navale des États-Unis en 1942 et décède en Tunisie en 1944.

## Œuvres choisies

### Articles
- Jean Bassett Johnson, « The Elements of Mazatec Witchcraft », Ethnological Studies, No. 9, Gothenburg, Sweden,‎ 1939
- Jean Bassett Johnson, « Some notes on the Mazatec », Revista Mexicana de Estudios Antropologicos, Vol 3, no. 2, Mexico DF,‎ 1939

### Livres
- Jean Bassett Johnson, El Idioma Yaqui ["The Yaqui Language"], Mexico DF, Instituto Nacional de Antropologia e Historia, 1962   (publié à titre posthume)